# سرزمین ادلی
سرزمین اَدِلی (به فرانسوی: La Terre Adélie) منطقه‌ای از جنوبگان است که در میان ۶۷° جنوبی و ۱۳۶° تا ۱۴۲° درجه شرقی قرار گرفته‌است. این منطقه مساحتی برابر با ۴۳۲۰۰۰ کیلومتر مربع را می‌پوشاند. این سرزمین از جمله قلمروهای ادعایی فرانسه است که به همراه چهار بخش دیگر، سرزمین‌های جنوبی و جنوبگانی فرانسه را تشکیل می‌دهد. امانند بسیاری دیگر از متصرفات در جنوبگان، ادعای فرانسه بر این سرزمین به صورت جهانی مورد پذیرش قرار نگرفته‌است.